# Easton (Washington)
Easton is een plaats (census-designated place) in de Amerikaanse staat Washington, en valt bestuurlijk gezien onder Kittitas County.

## Demografie
Bij de volkstelling in 2000 werd het aantal inwoners vastgesteld op 383.

## Geografie
Volgens het United States Census Bureau beslaat de plaats een oppervlakte van
4,4 km², geheel bestaande uit land. Easton ligt op ongeveer 683 m boven zeeniveau.

## Plaatsen in de nabije omgeving
De onderstaande figuur toont nabijgelegen plaatsen in een straal van 28 km rond Easton.